# Al-Ram
Al-Ram (en árabe: الرام), también transcrito Al-Ramm, Ar-Ram o A-Ram, es una ciudad palestina que se encuentra al noreste de Jerusalén, a las afueras de la frontera municipal de la ciudad. El pueblo es parte del área urbana urbanizada de Jerusalén y linda con la zona industrial de Atarot y el barrio de Jerusalén Este Beit Hanina al oeste, con el asentamiento israelí de Neve Ya'akov al sur y con el pueblo palestino de Kalandia al norte. Tiene un área construida de 3289 dunams. Según la Oficina Central de Estadísticas de Palestina, al-Ram tenía una población de 25.595 habitantes en 2006.
Antes de la construcción del muro de separación, el pueblo era un barrio de las afueras de Jerusalén Este con la que tradicionalmente mantenía estrechas relaciones familiares, laborales, educativas, culturales y sanitarias. Pero, al igual que pasó con otras poblaciones palestinas cercanas como al-Azariya, Abu Dis and Sawahreh, el trazado del muro ha aislado Al-Ram no solo de Jerusalén sino también de los pueblos palestinos vecinos, diseccionando el espacio palestino. El jefe del consejo municipal de Al-Ram consideraba en 2005 que 58.000 personas residían allí, más de la mitad de ellas con documentos de identidad israelíes. Antes de que finalizara la construcción del muro de separación, miles de ellas se trasladaron a Jerusalén Este.